# Launaea rueppellii
Launaea rueppellii là một loài thực vật có hoa trong họ Cúc. Loài này được (Sch.Bip. ex Oliv. & Hiern) Amin ex Boulos mô tả khoa học đầu tiên năm 1962.